# 弗赖贝格 (上奥地利州)
弗赖贝格（德語：Freinberg）是奥地利上奥地利州谢尔丁县的一个市镇。总面积20平方公里，总人口1494人，人口密度74.7人/平方公里（2005年）。